# Rill József
Rill József (Módos, 1839. január 11. – Ipolyság, 1909. április 5.) pedagógus, tanfelügyelő, újságíró, szakíró, lapszerkesztő. A 20. század egyik legismertebb dél-magyarországi pedagógusa, „Bánátus legnagyobb tanítója”.

## Életpályája
1854-ben a verseci képzőintézetben tanult. Tanulmányainak elvégzése után báró Eötvös József közoktatásügyi miniszter megbízásából egy évet Németországban töltött, ahol a képzőintézeteket tanulmányozta. Innen visszatérve, 1869–1873 között a budai tanárképző intézetben lett tanár. 1889-ben Vas vármegyei tanfelügyelőnek nevezték ki, ahonnan a következő évben Szolnok-Doboka, 1892-ben Tolna, 1900-ban Moson, végül Hont vármegyébe helyezték át hasonló minőségben.
Rill igen nagy és minden tekintetben hasznos pedagógiai munkásságot fejtett ki, melynek hatása nemcsak az elméleti, hanem a gyakorlati pedagógia terén is nyomokat hagyott. Különösen a magyar tanítóság erkölcsi tekintélyének emelése és anyagi helyzetének javítása érdekében tett, dolgozott, írt sokat. Főképpen az általa 1880-tól 1888-ig szerkesztett Magyar Paedagogiai Szemlével gyakorolt nagy hatást a tanítóságra. Ebben számos fontos eszmét vetett fel és 30 pedagógus, tanférfiú, író stb. életrajzát írta meg. Azonkívül, hogy maga is 1868-tól folyton pedagógiai és politikai lapot szerkesztett, még számos szak- és politikai folyóiratnak volt a munkatársa, mely lapokba 2000-nél több cikket irt. 
1868–1887 között az Ungarischer Schulbote című nevelési szaklapot szerkesztette. A pedagógusmozgalmak résztvevője volt, és számos pedagógiai művet írt.

## Művei
- Tanodai szervezés. Az 1865–68-ki törvények 38. cikkelyének foganatosítása és alkalmazása (Pest, 1870)
- Vezérlapok az ábécés könyv kezeléséhez (Buda, 1870)
- Jankó a festész. Elbeszélés a nép és ifjúság számára (Schmidt Nándor után, Pest, 1870)
- Az országos közoktatási tanács ügyében dr. Pauler Tivadar magyar kir. vallás- és közoktatásügyi miniszterhez intézett emlékirat a budai tanítóegylet részéről. (Pest, 1871)
- Tanférfiak szózata. A budai tanítóegylet programmja és bizalmi felirata. Pauler Tivadar vallás- és közoktatásügyi m. kir. ministerhez (Pest, 1871)
- Politikai hitvallás. Programm. (Budapest, 1875)
- A hülyék neveléséről és ápolásáról (Budapest, 1882)
- Nevelés történeti irodalmunk. Vázlatos ismertetés, lehetőleg teljes könyvészet. Dr. Kiss Áron életrajza (Budapest, 1882)
- A magyar iskolaügy alapelvei. Dr. Pauler Tivadar 50 éves bölcsészettudományi jubileuma alkalmából kapcsolatban a jubilarius közoktatásügyi kormányzásnak ecsetlésével, életrajzával s irodalmi működése vázlatával (Budapest, 1883)
- A tanügyi életből (Budapest, 1885)
- Egyházpolitika a tanügy terén. Tudósítások-, hozzászólások-, felhívások-, nyilatkozatok-, határozatok- és emlékiratokban, intézkedések-, értekezések-, levelek-, rendelkezések- és ujságczikkekben (Szekszárd, 1895; Budapest, 1896)
- Kulturális hiányosságok (Budapest, 1906)